# Faster Pussycat (album)
 (février 2023).
Si vous disposez d'ouvrages ou d'articles de référence ou si vous connaissez des sites web de qualité traitant du thème abordé ici, merci de compléter l'article en donnant les références utiles à sa vérifiabilité et en les liant à la section « Notes et références ».
Albums de Faster Pussycat
Wake Me When It's Over
(1989)
Faster Pussycat est le premier album du groupe éponyme, sorti en 1987.

## Titres
Les dix pistes de cet album sont :
1. Don't Change That Song
2. Bathroom Wall
3. No Room For Emotion
4. Cathouse
5. Babylon
6. Smash Alley
7. Shooting You Down
8. City Has No Heart
9. Ship Rolls In
10. Bottle In Front Of Me